# Анатоль Франс
Анатоль Франс (фр. Anatole France; справжнє ім'я Жак Анатоль Франсуа Тібо, Jacques Anatole François Thibault; 16 квітня 1844, Париж — 12 жовтня 1924, Сен-Сір-сюр-Луар) — французький прозаїк, літературний критик. Лауреат Нобелівської премії з літератури за 1921 рік.

## Біографія
Батько Анатоля Франса був власником книгарні, що спеціалізувалася на літературі з історії Великої французької революції. Анатоль Франс заледве закінчив єзуїтський коледж, у якому навчався вкрай неохоче, і, провалившись кілька разів на випускних іспитах, здав їх лише у 20-річному віці.
З 1866 року Анатоль Франс змушений був сам заробляти на життя, і почав кар'єру бібліографа. Поступово він познайомився з тодішнім літературним життям і став одним з учасників парнаської школи.
Під час Франко-прусської війни 1870–1871 років Франс деякий час служив в армії, а після демобілізації продовжував писати і виконувати різну редакторську роботу.
1875 року в нього з'явилася перша справжня можливість проявити себе як журналіста, коли паризька газета «Час» («Le Temps») замовила йому серію критичних статей про сучасних письменників. Уже в наступному році він став провідним літературним критиком цієї газети і вів власну рубрику під назвою «Літературне життя».
1876 року Франс стає заступником директора бібліотеки французького Сенату і займав цю посаду протягом наступних чотирнадцяти років, що давало йому можливість займатися літературною працею.
1896 року Франса було обрано членом Французької академії.
1898 року Франс активно втрутився в суспільну дискусію навколо справи Дрейфуса. Під впливом Марселя Пруста Франс першим підписав знаменитий лист-маніфест Еміля Золя «Я звинувачую».
З того часу Франс став активним діячем прогресивних кіл, налаштованих на реформи, а пізніше — соціалістичного табору, брав участь у створенні народних університетів, читав лекції робітникам, брав участь у мітингах, організованих лівими силами. Франс мав товариські стосунки з лідером соціалістів Жаном Жоресом та літературним метром Французької соціалістичної партії. Рішуче виступав проти проявів антисемітизму.
1921 року Анатолю Франсу було присуджено Нобелівську премію з літератури.
1922 року його твори потрапили до католицького «Індексу заборонених книг»
Франс також був членом Французького географічного товариства.

## Творчість

### Рання творчість
Романом, що приніс Франсу популярність, був «Злочин Сильвестра Боннара» («Le Crime de Silvestre Bonnard»), опублікований в 1881. Це сатира, в якій легковажності й доброті надається перевага перед суворою чеснотою.
У наступних повістях і оповіданнях Франса з величезною ерудицією і тонким психологічним чуттям відтворено дух різних історичних епох. «Шинок королеви Гусячі лапки» («La Rôtisserie de la Reine Pedauque», 1893) — сатирична повість стилізована під XVIII століття, з оригінальною центральною фігурою абата Жерома Куаньяра. Він побожний, але веде гріховне життя і виправдовує свої «падіння» тим, що вони посилюють в ньому дух смиренності. Того ж абата Франс виводить у творі «Судження пана Жерома Куаньяра» («Les Opinions de Jérôme Coignard», 1893).
У цілому ряді оповідань, зокрема, у збірці «Перламутрова скринька» («L'Etui de nacre», 1892), Франс виявляє яскраву фантазію, його улюблена тема — порівняння язичницького і християнського світоглядів в оповіданнях з перших століть християнства або раннього Відродження. Чи не найкращий зразок таких творів — «Святий сатир» («Saint Satyr»). Повість «Таїс» («Thaïs», 1890) — історія знаменитої куртизанки, що стала святою — написана в тому ж дусі суміші епікуреїзму й християнського милосердя.
У романі «Червона лілея» («Lys Rouge», 1894), на тлі вишукано художніх описів Флоренції й живопису примітивів, представлена суто паризька адюльтерна драма в дусі Бурже.

### Період соціальних романів
Згодом Франс почав серію гострополітичних за змістом романів під загальною назвою: «Сучасна історія» («Histoire Contemporaine»). Це — історична хроніка з філософським висвітленням подій. Як історик сучасності, Франс виявляє проникливість і неупередженість ученого дослідника поряд з тонкою іронією скептика, який знає ціну людських почуттів і починань.
Вигадана фабула переплітається в цих романах зі справжніми суспільними подіями, з зображенням виборчої агітації, інтриг провінційної бюрократії, інцидентів процесу Дрейфуса, вуличних маніфестацій. Поряд з цим описуються наукові дослідження й абстрактні теорії кабінетного вченого, негаразди в його сімейному житті, зрада дружини, психологія спантеличеного і дещо короткозорого в життєвих справах мислителя.
У центрі подій, що чергуються в романах цієї серії, стоїть одна й та ж особа — вчений історик Бержере, що втілює філософський ідеал автора: поблажливо-скептичне ставлення до дійсності, іронічну незворушність у судженнях про вчинки оточуючих осіб.

### Сатиричні романи
Наступний великий твір письменника — двотомна історична праця «Життя Жанни д'Арк» («Vie de Jeanne d'Arc», 1908), написана під впливом історика Ернеста Ренана. Твір був погано сприйнятий публікою. Клерикали заперечували проти демістифікації Жанни, а історикам книга здалася недостатньо близькою до першоджерел.
Зате пародія на французьку історію «Острів пінгвінів» («L'Ile de pingouins»), опублікована також в 1908 році, була прийнята з великим ентузіазмом. У «Острові пінгвінів» короткозорий абат Маель помилково прийняв пінгвінів за людей і охрестив їх, чим викликав масу складнощів на небесах і на землі. Надалі у своїй неперевершеній сатиричній манері Франс описує виникнення приватної власності і держави, появу першої королівської династії, середні віки і Відродження. Більша частина книги присвячена сучасним Франсу подій: спробі перевороту Ж. Буланже, клерикальній реакції, справі Дрейфуса, звичаям кабінету Вальдек-Руссо. Наприкінці дається похмурий прогноз майбутнього: влада фінансових монополій і атомний тероризм, що руйнує цивілізацію.
Наступний великий художній твір письменника, роман «Боги жадають» («Les Dieux ont soif», 1912), присвячений французькій революції.
Роман Франса «Повстання янголів» («La Revolte des Anges», 1914) — це соціальна сатира, написана з елементами ігрової містики. На Небесах панує не всеблагий Бог, а злий і недосконалий Деміург, тож Сатана змушений підняти проти нього повстання, що виступає своєрідним віддзеркаленням соціального революційного руху на Землі.
Після цієї книги Франс заглиблюється на автобіографічних темах і пише нариси про дитинство і отроцтво, які згодом увійшли в романи «Маленький П'єр» («Le Petit Pierre», 1918) і «Квітуче життя» («La Vie en fleur», 1922).

## Твори
Анатоль Франс друкувався у видавництві «Кальман-Леві», де й вийшов перший його багатотомник.
Багатотомні видання
- Повне зібрання творів Œuvres Complètes, Calmann-Lévy, 1925–1935
- Твори в 4 томах, Œuvres, Édition de Marie-Claire Bancquart, La Pléiade, 1984–1994. 4 томи, ISBN 2-07-011063-X, ISBN 2-07-011125-3, ISBN 2-07-011211-X, ISBN 2-07-011361-2

Поезія
- Кумедні вірші (Poèmes dorés) (1873)
- Коринтське весілля (Les Noces corinthiennes) (1876), антична драма у віршах

Романи й новели
- Jocaste et Le Chat maigre (1879)
- Le Crime de Sylvestre Bonnard, membre de l'Institut, «Злочин Сільвестра Бонара» (1881), твір здобув премію Французької Академії.
- Les Désirs de Jean Servien (1882)
- Abeille, казка (1883)
- Balthasar (1889)
- Thaïs (1890), (PG)[недоступне посилання], qui a fourni l'argument au Thaïs de Jules Massenet
- L’Étui de nacre (1892), збірник казок
- La Rôtisserie de la reine Pédauque (1892)
- Les Opinions de Jérôme Coignard (1893)
- Le Lys rouge (1894), roman
- Le Jardin d’Épicure (1895), (PG)[недоступне посилання]
- Le Puits de Sainte Claire (1895)
- L'Histoire contemporaine
  - L'Orme du mail (1897), (L'Histoire contemporaine, I)
  - Le Mannequin d'osier (1897), (L'Histoire contemporaine, II)
  - L'Anneau d'améthyste (1899), (L'Histoire contemporaine, III)
  - Monsieur Bergeret à Paris (1901), (L'Histoire contemporaine, IV), (PG) [Архівовано 3 лютого 2004 у Wayback Machine.]
- Clio (1900)
- Le Procurateur de Judée (1902)
- Histoires comiques (1903)
- Sur la pierre blanche (1905), (PG)[недоступне посилання]
- L'Affaire Crainquebille (1901)
- L’Île des Pingouins (1908), (PG)[недоступне посилання]
- Les Contes de Jacques Tournebroche (1908)
- Les Sept Femmes de Barbe bleue et autres contes merveilleux (1909)
- Les dieux ont soif (1912)
- La Révolte des anges (1914)

Спогади
- Le Livre de mon ami (1885)
- Pierre Nozière (1899)
- Le Petit Pierre (1918)
- La Vie en fleur (1922)

Драматургія
- Au petit bonheur, un acte (1898)
- Crainquebille, pièce (1903)

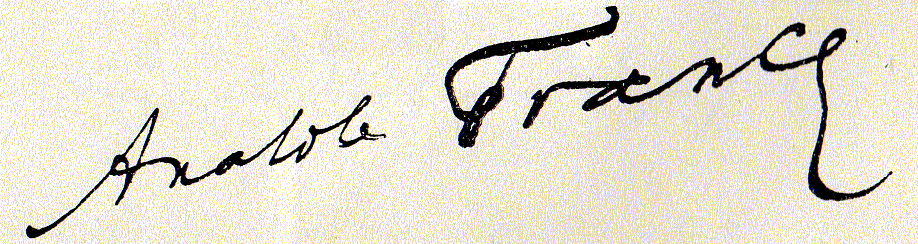
Автограф Анатоля Франса

- La Comédie de celui qui épousa une femme muette, deux actes (1908)
- Le Mannequin d'osier, comédie (1928)

Історія
- Vie de Jeanne d'Arc (1908)

Літературна критика
- Alfred de Vigny, étude (1869)
- Le Château de Vaux-le-Vicomte (1888)
- Le Génie latin (1913), збірник передмов

Соціальна критика
- Opinions sociales (1902)
- Le Parti noir (1904)

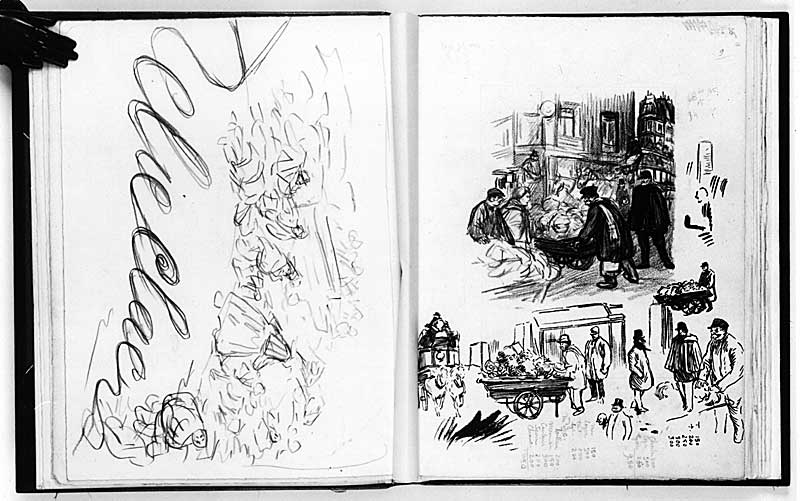
Кренкебіль Стейнлен

- Vers les temps meilleurs (1906), збірник промов та листів
- Sur la voie glorieuse (1915)
- Trente ans de vie sociale; tome I, 1897–1904 (1949), et tome II, 1905–1908 (1953); tome III, 1909–1914 (1964) et tome IV, 1915–1924 (1973).

## Українські переклади
Найвидатнішим українським перекладачем Анатоля Франса був Валер'ян Підмогильний, який переклав 6 романів і декілька оповідань.
- Боги жаждуть крови; з француської мови переклав О. Пашук. –. Львів: Накладом Видавн. Спілки «Дїло». [Друк. «Дїла»], 1914. — 211 с.
- Повстання анголів, пер. з фр. О. Нитка (Євген Касяненко). – Київ : Криниця, 1919. — 278 + I-IV.
- На білих скалах. Пер. Івана Галущинського. — Коломия: Галицька Накладня Якова Оренштайна, 1920. — 226 с.
- Боги жаждуть крови / з фр. мови пер. О. Пашук. — Вінніпег : Українська книгарня, 1921. — 179 с.
- Злочинство Сільвестра Боннара, члена Академії; пер.з франц. Г. Чикаленко. — Київ : [б.в.] ; Лейпціг : Українська накл., Б.р. — 267 с.
- Повстання анголів, пер. з фр. Євген Касяненко. Видання друге, переглянуте. — Київ : ДВУ, 1926. — 308.
- Оповідання / А. Франс ; пер з фр. — [Х. :] ДВУ, 1925. — 238 с. — (Універсальна бібліотека).
- Таїс; пер. з фр. та приміт. В. Підмогильного. — К. : Час, 1927. — 192 с.
- Корчма королеви Педок; пер. з фр. В. Підмогильного; ред. А. Ніковського. — К. : Книгоспілка, 1929. — 192 с.
- Три оповідання; пер. з фр. – Х. : ДВУ, 1930. — 64 с.

Багатотомне видання: Франс Анатоль. Твори / В. Підмогильний (ред.та прим.), В. Підмогильний (пер.з фр.). — Х.; К. : Література і мистецтво, 1930–1932. Із запланованих 25 томів вийшло лише 8.
1. 1932. Боги прагнуть (пер. Іван Рильський), вступна стаття Сергія Родзевича, 312 с.
2. 1930. Пінгвінський острів (Підмогильний), 298 с.
3. 1930. На білому камені (пер. Валер'ян Підмогильний) Прокуратор Юдеї (пер. Сергій Буда), 226 с.
4. 1931. Комедійна Історія (пер. Маргарита Калинович, Софія Лобода), 200 с.
5. 1932. Сільвестра Боннара злочин (пер. Михайло Дейнар), 232 с.
6. 1933. Йокаста (пер. Софія Лобода), Кощавий кіт (пер. Маргарита Каливнович), 204 с.
7. 1931. Тінявий берест (пер. Підмогильний), 204 с.
8. 1932. Вербовий манекен, 198 с.

- Сорочка : повість ; [пер. з фр. В. Підмогильного]. — Х. : Художня л-ра, 1935. — 124 с.
- Острів пінгвінів; пер. [В. Підмогильного] за ред. Миколи Терещенка. — К.: Держлітвидав, 1955. — 249 с.
- Повстання ангелів: роман : пер. з фр. [Євгена Касяненка] за ред. Т. М. Воронович; Київ : Держлітвидав, 1960. — 212 с. : іл.
- У другій половині 70-х років у видавництві «Дніпро» вийшов друком п'ятитомник вибраних творів А. Франса з вступною статтею Павла Загребельного.
- 2014 року у видавництві Жупанського в серії Нобелівських лауреатів було перевидано роман Франса «Пінгвінський острів» у перекладі Валер'яна Підмогильного.